# Sonate K. 15
Pour les articles homonymes, voir K15 (homonymie).
Pour un article plus général, voir Essercizi per gravicembalo.
La sonate K. 15 (F.531/L.374) en mi mineur est une œuvre pour clavier du compositeur italien Domenico Scarlatti. C'est la quinzième sonate du seul recueil publié du vivant de l'auteur, les Essercizi per gravicembalo (1738), qui contient trente numéros.

## Présentation
La sonate K. 15, en mi mineur, est notée Allegro. L'idée thématique de l'ouverture apparaît également dans la sonate K. 136 et la sonate en la majeur K. deest du manuscrit Cary, Ms. 703 de la Morgan Library.

## Édition et manuscrit
L'œuvre est imprimée dans le recueil des Essercizi per gravicembalo publié sans doute à Londres en 1738. Une copie manuscrite apparaît dans Münster V 46.

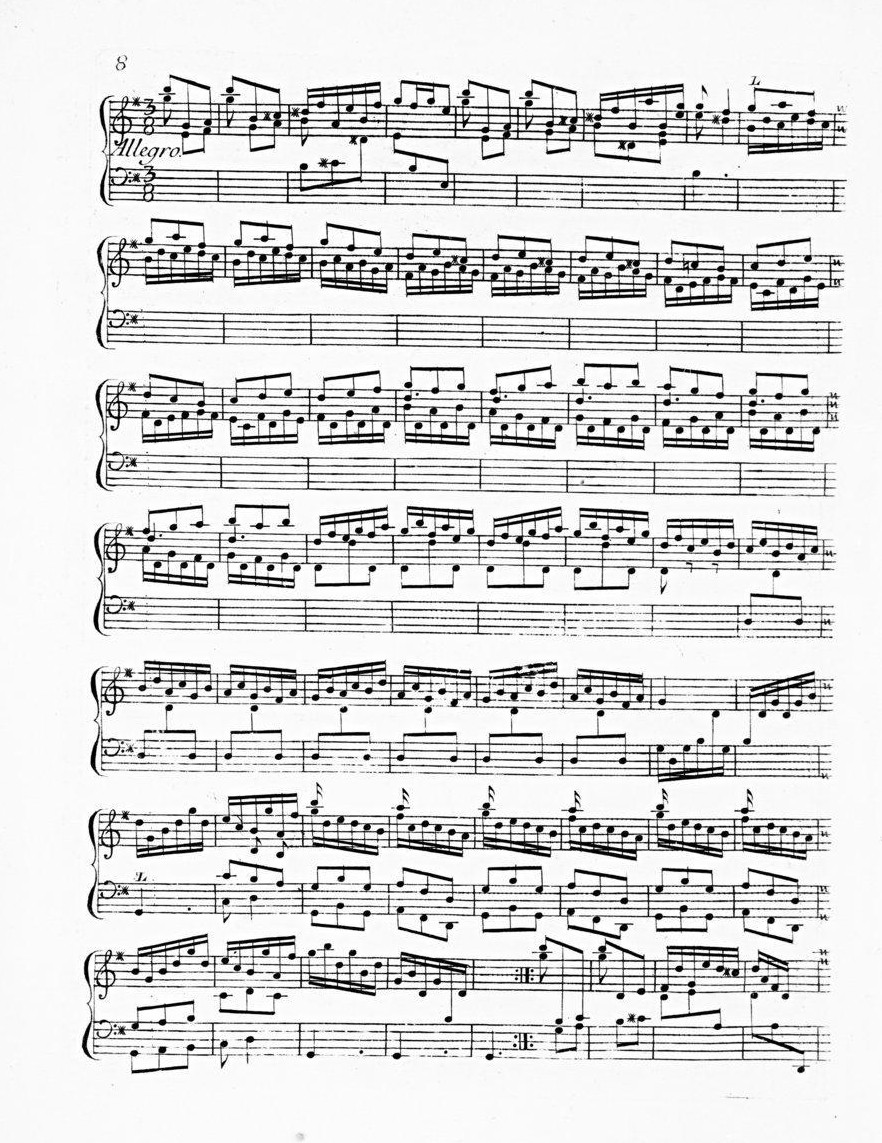
Édition Boivin, 1742.
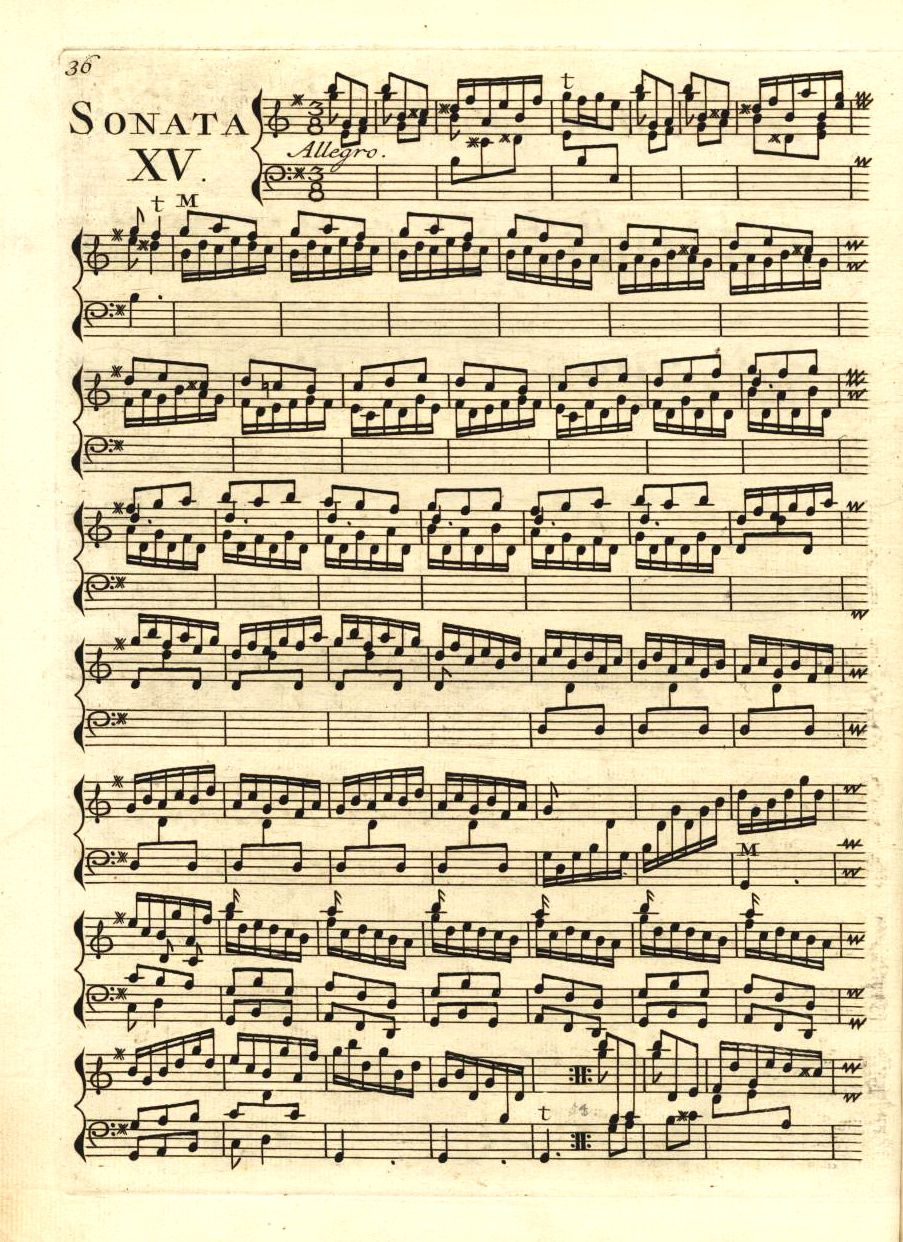
Édition Amsterdam, 1742.

## Interprètes
La sonate K. 15 est défendue au piano, notamment par Carlo Grante (2009, Music & Arts, vol. 1) et Sergio Gallo (fi) (2022, Naxos vol. 27) ; au clavecin par Luciano Sgrizzi (1964, Accord), Zuzana Růžičková (1976, Supraphon), Scott Ross (1985, Erato), Laura Alvini (1999, Nuova Era), Joseph Payne (1990, BIS), Richard Lester (2004, Nimbus, vol. 1), Pieter-Jan Belder (Brilliant Classics), Kenneth Weiss (2007, Satirino), Emilia Fadini (2008, Stradivarius, vol. 11) et Hank Knox (2021, Leaf Music).

## Sources
: document utilisé comme source pour la rédaction de cet article.
- Ralph Kirkpatrick (trad. de l'anglais par Dennis Collins), Domenico Scarlatti, Paris, Lattès, coll. « Musique et Musiciens », 1982 (1re éd. 1953 (en)), 493 p. (ISBN 978-2-7096-0118-4, OCLC 954954205, BNF 34689181).
- Alain de Chambure, « Domenico Scarlatti : Intégrale des sonates — Scott Ross », Erato (2564-62092-2), 1985 (OCLC 891183737) .